# مامینگا
مامینگا (نام علمی: Maaminga) نام یک سرده از بالاخانواده پیش‌لکه‌دارواران است.